# Рамазан (имя)
Рамаза́н (тур. Ramazan) — персидский, тюркский вариант произношения арабского имени Рамадан.

## Другие формы
- Рамада́н (араб. رمضان‎) — арабский вариант
- Рамза́н (чечен. Рамза́н) — чеченский вариант
- Рабада́н (дарг. Рабада́н) — даргинский вариант
- Рамалда́н (лезг. Рама́лдан) — лезгинский вариант
- Лаба́зан (авар. Лаба́зан) — аварский вариант

## Фамилии
- Ромазан
- Рамазанов
- Ромазанов
- Ромодановский